# Zierling 5
Die Hofstelle Zierling 5, der sogenannte Rinkl-Simandl-Hof, im Gemeindeteil Zierling der Gemeinde Rattenberg im niederbayerischen Landkreis Straubing-Bogen hat zwei als Baudenkmal geschützte Gebäude.
Das Wohnstallhaus aus dem Jahr 1840 mit gemauertem Erdgeschoss und einem Obergeschoss in Blockbauweise ist teilweise erneuert. Das Ausnahmshaus, ein Waldlerhaus vollständig in Holzblockbauweise, stammt aus der zweiten Hälfte des 18. Jahrhunderts.
Die Hofstelle liegt auf einer Sattelfläche des Höhenzugs zwischen den Tälern der Menach und des Klinglbachs und umfasst 40 Tagwerk landwirtschaftliche Fläche und 90 Tagwerk Wald. 1886 wurde der Hof durch Johann und Franziska Rinkl (geborene Maier aus Gossersdorf) von der Familie Simandl erworben. Das sogenannte Sternhaus mit 20 Tagwerk wurde 1920 zugekauft.